# Egenhofen
Egenhofen là một đô thị thuộc huyện Fürstenfeldbruck trong bang Bayern nước Đức. Đô thị Egenhofen có diện tích 33,4 km², dân số thời điểm 31 tháng 12 năm 2006 là 3238 người.